# Eduar Villanueva
Pour les articles homonymes, voir Villanueva.
Eduar Antonio Villanueva (né le 29 décembre 1984 à Barquisimeto) est un athlète vénézuélien, spécialiste du demi-fond.

## Biographie
Eduar Villanueva participe aux Championnats du monde à Berlin où il est éliminé en série (1 min 48 s 61) du 800 m et aux Jeux olympiques de Pékin (1 min 47 s 64) avec un résultat identique à celui obtenu lors de son record à Osaka en 2007 (toujours à la 6e place).
Il obtient une médaille de bronze à Ponce lors des 12es Championnats ibéro-Américains de 2006, toujours sur 800 m. Tandis que sur 1 500 m, il est finaliste aux Jeux panaméricains de Rio de Janeiro en 2007 et termine également 6e à Ponce pour les Championnats Ibéro-Américains de 2006.

### Palmarès
| Date | Compétition                                      | Lieu           | Résultat | Épreuve | Performance   |
| ---- | ------------------------------------------------ | -------------- | -------- | ------- | ------------- |
| 2006 | Championnats ibéro-américains                    | Ponce          | 3e       | 800 m   | 1 min 48 s 31 |
| 2006 | Championnats ibéro-américains                    | Ponce          | 6e       | 1 500 m | 3 min 48 s 72 |
| 2007 | Championnats d'Amérique du Sud                   | São Paulo      | 3e       | 1 500 m | 3 min 43 s 40 |
| 2007 | Jeux panaméricains                               | Rio de Janeiro | 6e       | 1 500 m | 3 min 41 s 74 |
| 2008 | Championnats d'Amérique centrale et des Caraïbes | Cali           | 2e       | 800 m   | 1 min 46 s 92 |
| 2009 | Championnats d'Amérique du Sud                   | Lima           | 3e       | 1 500 m | 3 min 43 s 23 |
| 2010 | Championnats ibéro-américains                    | San Fernando   | 2e       | 1 500 m | 3 min 43 s 72 |
| 2010 | Jeux d'Amérique centrale et des Caraïbes         | Mayagüez       | 1er      | 800 m   | 1 min 47 s 73 |
| 2010 | Jeux d'Amérique centrale et des Caraïbes         | Mayagüez       | 2e       | 1 500 m | 3 min 45 s 04 |
| 2011 | Championnats du monde                            | Daegu          | 8e       | 1 500 m | 3 min 37 s 31 |
| 2011 | Jeux panaméricains                               | Guadalajara    | 3e       | 1 500 m | 3 min 54 s 06 |

### Records
Ses meilleurs temps sont :
- 800 m : 1 min 46 s 33 à Osaka le 30 août 2007, lors des Championnats du monde ;
- 1 500 m : 3 min 36 s 96 à Daegu pour accéder à la finale, le 1er septembre 2008, où il terminera deux jours après 8e et donc finaliste ;
- 2 000 m : 5 min 6 s 32 à Fortaleza en mai 2008.